# 三嶋牧場
有限会社三嶋牧場（みしまぼくじょう）は、北海道浦河郡浦河町杵臼618に所在する、競走馬（サラブレッド）の生産、育成を行う牧場である。
日本中央競馬会（JRA）に登録する馬主でもある。勝負服の柄は紫、白玉霰、白袖で、冠名は特に用いない。

## 歴史
戦前から馬産を行ってきた日高の老舗牧場。1960年に法人化。浦河町に20余りの放牧地を構え、約90頭の繁殖牝馬を繋養している。本場のほかに野深分場、富川分場、BTC三嶋を有している。生産のみならず育成も行う総合牧場である。2019年時点での生産頭数は年間約70頭。
2019年上半期には生産馬メイショウベルーガの子メイショウテンゲンが弥生賞を勝ち、ダノンキングリーが皐月賞3着、東京優駿2着と牡馬クラシック戦線で活躍。また、マスターフェンサーがケンタッキーダービー（6着）、ベルモントステークス（5着）に出走し、国内の勝率もノーザンファームに引けを取らない数字を記録するなど、著しい躍進を見せた。この活躍について、三嶋健一郎取締役（ダーレー・ジャパン前代表）は「やり方を大きく変えた部分はありません。ただ、苦しいときも広い土地を購入したりと、拡大路線でやってきたことが良かったのかもしれません」と語っている。海外からの繁殖牝馬の導入にも力を入れている。
2021年、ダノンキングリーが安田記念を優勝し、生産馬のGI初勝利を記録した。

## 代表者
- 三嶋昌春[2]

## 主な生産馬
太字はGI・JpnI競走を示す
- メイショウベルーガ（2010年日経新春杯、京都大賞典）[6]
- チェレブリタ（2009年京都牝馬ステークス）[7]
- ダブルウェッジ（2009年アーリントンカップ）[8]
- メイショウカンパク（2012年京都大賞典）[9]
- エーシンメンフィス （2012年愛知杯）[10]
- メイショウブシドウ（2014年小倉サマージャンプ、阪神ジャンプステークス）[11]
- タマノブリュネット（2016年レディスプレリュード）[12]
- カンタービレ（2018年フラワーカップ、ローズステークス）[13]
- ミッキーチャーム（2019年阪神牝馬ステークス、クイーンステークス）[14]
- メイショウテンゲン（2019年弥生賞）[15]
- ダノンキングリー（2019年共同通信杯、毎日王冠、2020年中山記念、2021年安田記念）[16]
- マスターフェンサー（2020年マーキュリーカップ、白山大賞典、名古屋グランプリ、2021年マーキュリーカップ）[17]
- バスラットレオン（2021年ニュージーランドトロフィー、2022年ゴドルフィンマイル、2023年1351ターフスプリント）[18]
- ファストフォース（2021年CBC賞、2023年高松宮記念）[19]
- メイショウハリオ（2021年みやこステークス、2022年マーチステークス、2022年・2023年帝王賞連覇、2023年かしわ記念、2025年川崎記念）[20]
- テーオーロイヤル（2022年・2024年ダイヤモンドステークス、2024年阪神大賞典、2024年天皇賞（春））
- メイショウミモザ（2022年阪神牝馬ステークス）
- アートハウス（2022年ローズステークス、2023年愛知杯）[21]
- サウンドビバーチェ（2023年阪神牝馬ステークス）[22]
- ルガル（2024年シルクロードステークス、スプリンターズステークス）[23]
- メイショウタバル（2024年毎日杯、神戸新聞杯、2025年宝塚記念）[24]
- エリカエクスプレス(2025年フェアリーステークス)
- メモリアカフェ（2025年関東オークス）

## 主な繋養馬

### 繁殖牝馬
- メイショウベルーガ（2012年～2021年死亡、メイショウテンゲン・メイショウミモザの母）
- マイグッドネス（2012年～、ダノンキングリーの母）
- トーホウシャイン（2014年～2018年、絵笛牧場に移動）
- メイショウオウヒ（2014年～、メイショウハリオ・テーオーロイヤルの母）
- ラッシュライフ（2014年～、ファストフォースの母）
- メイショウツバクロ（2016年～、メイショウタバルの母）
- アタブ（2019年～、ルガルの母）
- カンタービレ（2020年～2022年死亡）
- ミッキーチャーム（2020年～）
- メイショウミモザ（2023年～）
- アートハウス（2024年～）
- ロータスランド（2024年～）
- サウンドビバーチェ（2024年～）

## 主な所有馬
- ダンシングターナー（2001年阪神スプリングジャンプ、中山グランドジャンプ3着）
- チェレブリタ
- アーリーロブスト（2009年京成杯）